# Мавджхаи Аму
«Мавджха́и Аму́» (дари موج‌های آمو; пушту موج‌های آمو‎; англ. Mawjhai Amu) — афганский футбольный клуб, основанный в августе 2012 года. С момента своего основания регулярно участвует в Афганской Премьер-лиге — высшем футбольном дивизионе Афганистана. В сезоне 2017 года занял седьмое место среди восьми команд.
Название клуба с языка дари буквально переводится как Во́лны Аму́. Аму — распространенное сокращенное название реки Амударья — одной из крупнейших и длиннейших рек Центральной Азии.
Как и многие нынешние футбольные клубы Афганистана, одновременно представляет несколько провинций Афганистана по географическому признаку. Так, «Мавджхаи Аму» представляет северо-восточные провинции Афганистана, такие как Бадахшан, Тахар, Нуристан, Панджшер, Баглан и другие, в которых преимущественно проживают таджики, памирские народы и нуристанцы. Как и остальные футбольные клубы страны, домашние матчи из-за соображений безопасности в связи с непрекращающимся вооружённым конфликтом в стране, проводит в столице страны Кабуле, на стадионе Федерации футбола Афганистана, вмещающего 5000 зрителей. 
В Афганскую Премьер-лигу попал в результате отборочных игр. Часть игроков были отобраны в команду в результате телевизионного кастинг-шоу под названием «Green Field». 

## Статистика выступлений
Статистика выступлений «Мавджхаи Аму» по сезонам в Афганской Премьер-лиге.
| Сезон | Место |
| ----- | ----- |
| 2012  | 7     |
| 2013  | 7     |
| 2014  | 6     |
| 2015  | 4     |
| 2016  | 4     |
| 2017  | 7     |